# Championnats du monde de snowboard 2003
Les championnats du monde de snowboard 2003 se tiennent à Kreischberg, dans le land de Styrie (Autriche).

## Résultats

### Hommes
| Épreuves           | Or                          | Argent                   | Bronze                    |
| ------------------ | --------------------------- | ------------------------ | ------------------------- |
| Slalom Parallèle   | Siegfried Grabner, Autriche | Mathieu Bozzetto, France | Simon Schoch, Suisse      |
| Slalom G Parallèle | Dejan Kosir, Slovénie       | Simon Schoch, Suisse     | Nicolas Huet, France      |
| Cross              | Xavier de Le Rue, France    | Seth Wescott, États-Unis | Drew Neilson, Canada      |
| Half-pipe          | Markus Keller, Suisse       | Stefan Karlsson, Suède   | Steven Fisher, États-Unis |
| Big air            | Risto Mattila, Finlande     | Simon Ax, Suède          | Antti Autti, Finlande     |

### Femmes
| Épreuves           | Or                     | Argent                      | Bronze                    |
| ------------------ | ---------------------- | --------------------------- | ------------------------- |
| Slalom Parallèle   | Isabelle Blanc, France | Karine Ruby, France         | Sara Fischer, Suède       |
| Slalom G Parallèle | Ursula Bruhin, Suisse  | Julie Pomagalski, France    | Heidi Renoth, Allemagne   |
| Cross              | Karine Ruby, France    | Ursula Fingerlos, Autriche  | Victoria Wicky, France    |
| Half-pipe          | Doriane Vidal, France  | Nicola Pederzolli, Autriche | Fabienne Reuteler, Suisse |

## Tableau des médailles
| Rang | Nation     | Or | Argent | Bronze | Total |
| ---- | ---------- | -- | ------ | ------ | ----- |
| 1    | France     | 4  | 3      | 2      | 9     |
| 2    | Suisse     | 2  | 1      | 2      | 5     |
| 3    | Autriche   | 1  | 2      | 0      | 3     |
| 4    | Finlande   | 1  | 0      | 1      | 2     |
| 4    | Slovénie   | 1  | 0      | 0      | 1     |
| 6    | Suède      | 0  | 2      | 1      | 3     |
| 7    | États-Unis | 0  | 1      | 1      | 2     |
| 8    | Canada     | 0  | 0      | 1      | 1     |
| 8    | Allemagne  | 0  | 0      | 1      | 1     |